# 中国（山东）自由贸易试验区
中国（山东）自由贸易试验区（简称山东自贸区）位于中华人民共和国山东省，是中国大陆第六批自由贸易园区之一，于2019年8月由国务院批复。山东自贸区总面积119.98平方公里，包括济南片区、青岛片区（含青岛前湾保税港区9.12平方公里、青岛西海岸综合保税区2.01平方公里）、烟台片区（含烟台保税港区区块二2.26平方公里）3个片区。